# Ragnar Magnusson
Ragnar Magnusson, född 15 september 1901, död 4 mars 1981, var en svensk idrottsman (långdistanslöpare). Han tävlade först för Vallentuna BK och övergick 1927 till Fredrikshofs IF.
Magnusson vann individuella SM-guld på 5 000 m år 1930, 1932 och 1933, samt på 10 000 m år 1932. Han var även med och vann ett antal SM-medaljer för sin klubb i 10 000 meter lagtävling.